# Albert Howard
Albert Howard, Sir (ur. 8 grudnia 1873  – zm. 20 października 1947) – angielski botanik, w krajach anglosaskich uważany za pioniera rolnictwa ekologicznego oraz ojca nowoczesnej metody produkcji kompostu.

## Życie
W latach 1896–1903 Albert Howard studiował nauki przyrodnicze w St John’s College na Uniwersytecie Cambridge . W roku 1899 wykładał nauki rolnicze w Harrison College (Barbados), a w latach 1899 i 1902, był wykładowcą na Imperialnym Wydziale Rolnictwa (Imperial Department of Agriculture) Indii Zachodnich.
Albert Howard pracował jako doradca ds. rolnictwa w Indiach. Kierował rządową farmą badawczą w Indore. Badania prowadził wraz z Gabrielle Matthaei (1876–1930), oraz jej siostrą Louise (1880–1969). W roku 1905 poślubił Gabrielle, która również była uznanym botanikiem. Po jej śmierci, w roku 1931 ożenił się z jej siostrą, Louise. Obie kobiety wniosły znaczny wkład w rozwój nowoczesnego eko-rolnictwa.
W 1934 roku otrzymał tytuł Sir.

## Praca w Indiach
W Indiach Howard obserwował tradycyjne hinduskie metody uprawy roli. Chociaż jeździł po Indiach celem nauczania tradycyjnych zachodnich metod uprawy roli, zauważył, że sam może się wiele nauczyć od Hindusów. Z czasem zaczął wspierać i propagować tradycyjne hinduskie metody uprawy roli. Zauważył związek pomiędzy zdrową ziemią a dobrym zdrowiem jej mieszkańców, bydła oraz upraw. Albert Howard zwykł mówić: "zdrowa gleba, rośliny, zwierzęta i ludzie to jeden i niepodzielny związek".

## Publikacje
W roku 1940 ukazała się praca Alberta Howarda pt. An Agricultural Testament - Testament rolniczy, która traktuje o organicznych metodach uprawy roli. Książka ta jest najbardziej znanym dziełem Howarda.